# Serra dels Llangossets
La Serra de Llangossets és una serra situada al municipi de la Figuera a la comarca del Priorat, amb una elevació màxima de 636 metres.